# Pimelodella roccae
Pimelodella roccae är en fiskart som beskrevs av Eigenmann, 1917. Pimelodella roccae ingår i släktet Pimelodella och familjen Heptapteridae. Inga underarter finns listade i Catalogue of Life.